# Pritchardia beccariana
Pritchardia beccariana är en enhjärtbladig växtart som beskrevs av Joseph Rock. Pritchardia beccariana ingår i släktet Pritchardia och familjen Arecaceae. Inga underarter finns listade i Catalogue of Life.

## Bildgalleri

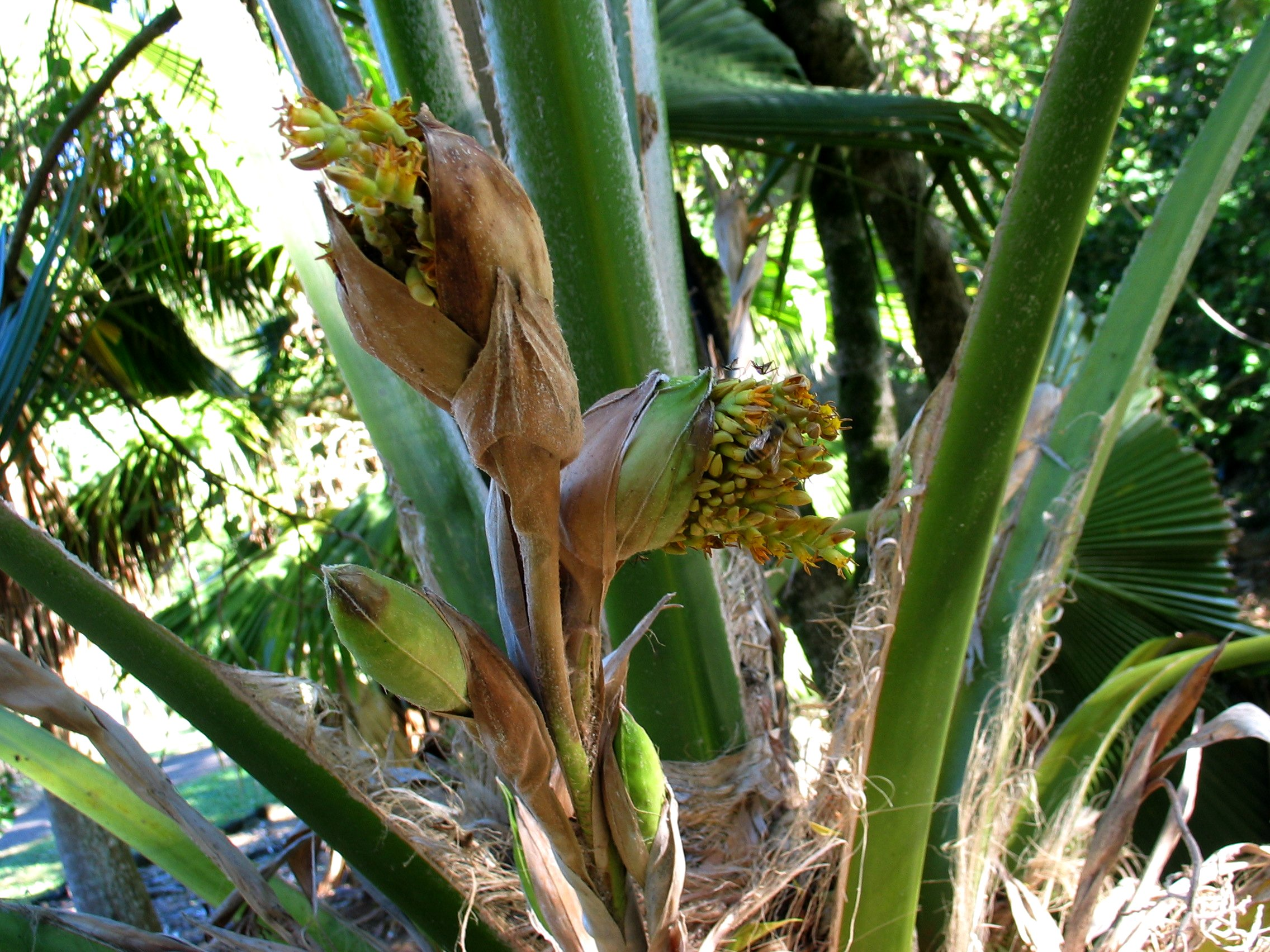
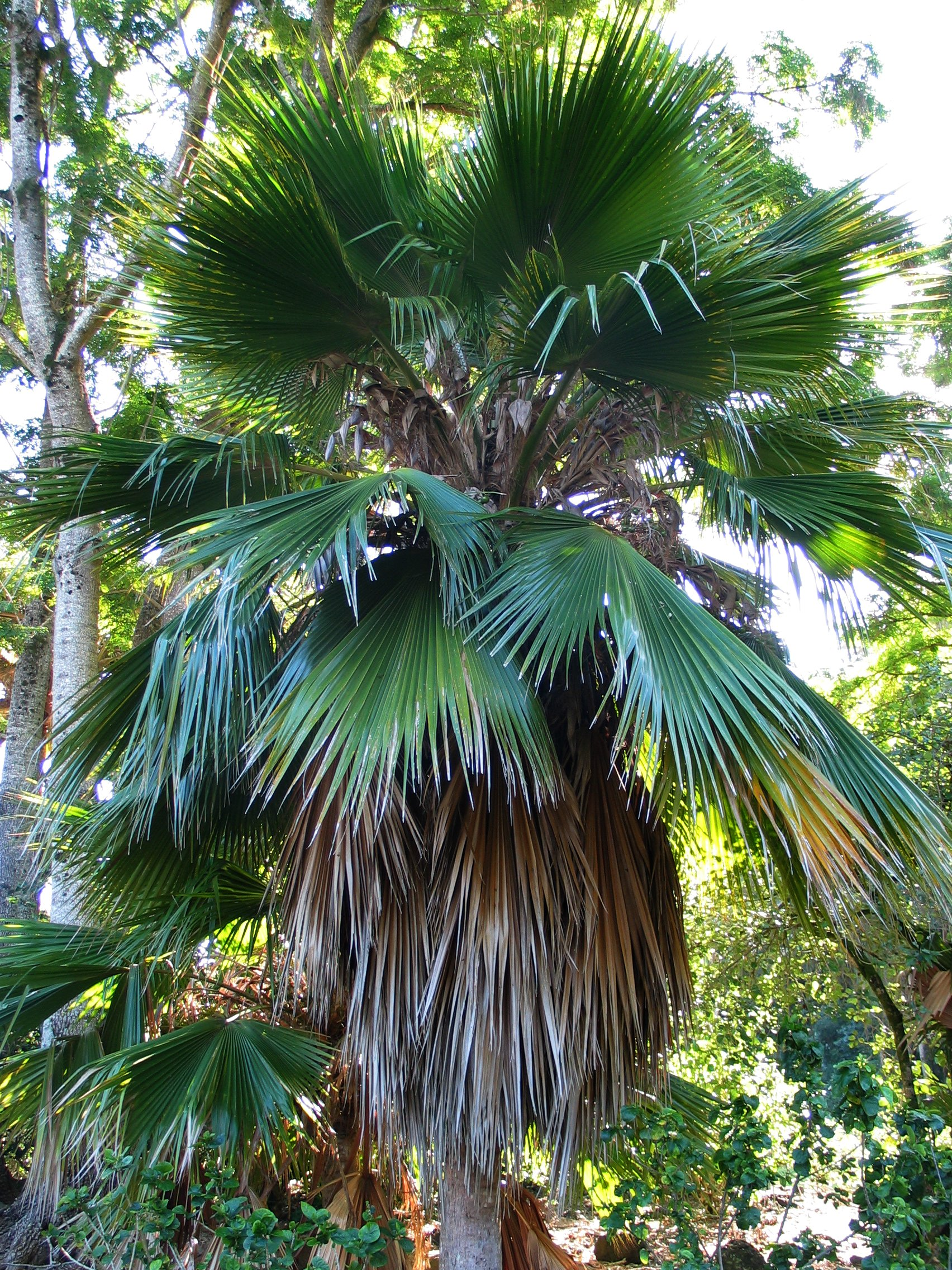
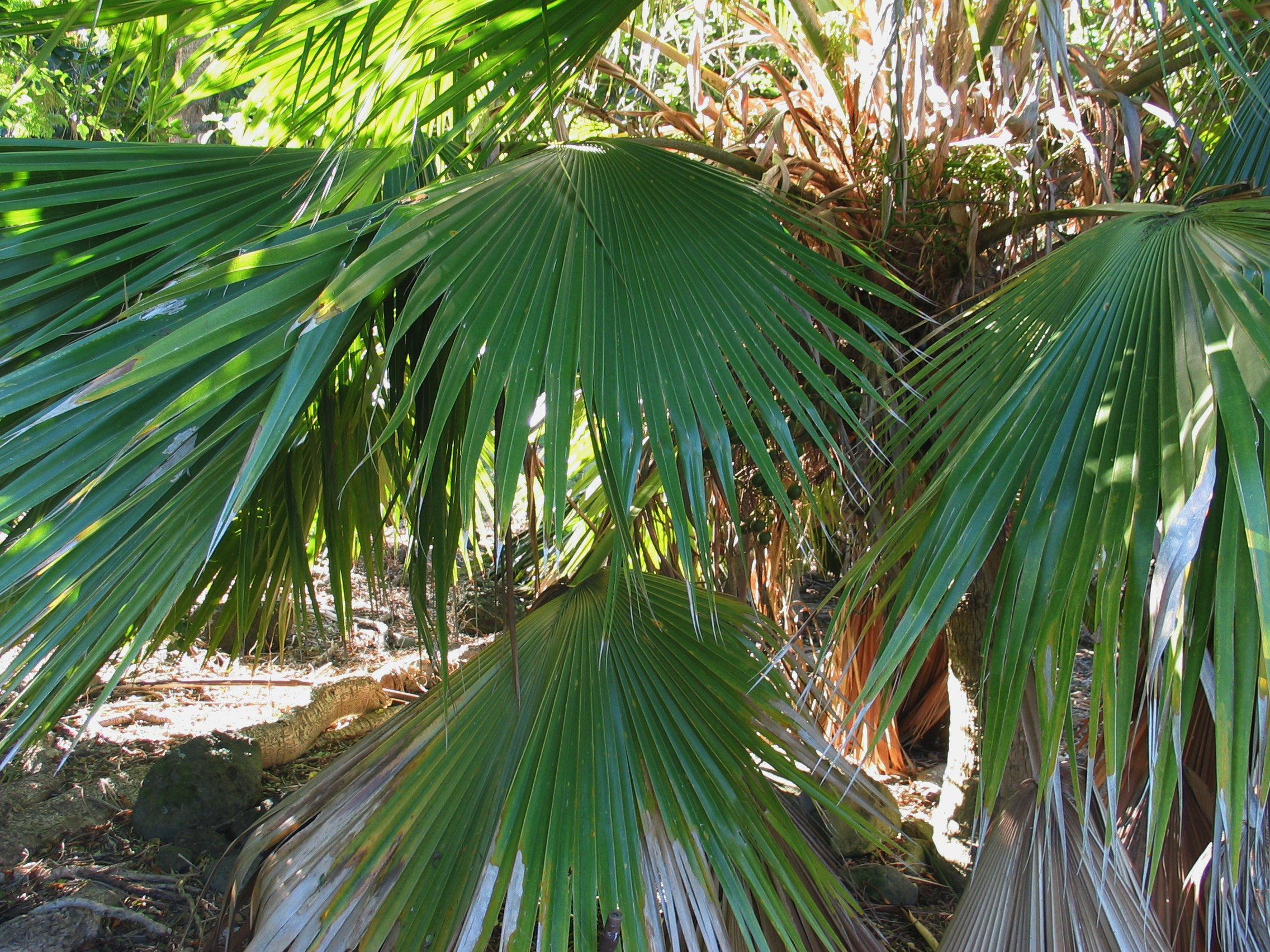